# Järvzoo
Järvzoo is een Zweeds dierenpark waar voornamelijk Scandinavische dieren wonen. Hieronder vallen de 4 bekendste Zweedse vleeseters: de lynx, de beer, de wolf en de veelvraat.
Het dierenpark ligt even ten oosten van het Noord-Zweedse dorp Järvsö, gemeente Ljusdal.